# Lettres à un soldat
Lettres à un soldat (Meet My Mom ou A Soldier's Love Story) est un téléfilm américain réalisé par Harvey Frost et diffusé le 8 mai 2010 sur Hallmark Channel.

## Synopsis
Un sergent de l'armée américaine tombe amoureux de la mère de l'enfant qui lui écrivait régulièrement alors qu'il était en poste à l'étranger.

## Fiche technique
- Réalisateur : Harvey Frost
- Scénariste : Pamela Wallace

## Distribution
- Lori Loughlin : Dana Marshall
- Charles Henry Wyson : Jared
- Johnny Messner : Vince
- Stefanie Powers : Louise Metcalf
- Amy Grabow : Cathy Polanni
- Troy Winbush : Lanny
- Karina Michel : Mrs. McConnell
- Richard Jenik : Gil
- Tracy Howe : Sergent Major Hartman
- Brody Nicholas Lee : Cole
- Margaret Blye : Peggy
- Rene Rosado : Saratoga